# CAT-3
CAT-3, acrônimo de Capsule Ariane Technologique 3, foi um satélite artificial da ESA lançado em 19 de junho de 1981 com o terceiro foguete Ariane 1 a partir do Centro Espacial de Kourou, na Guiana Francesa, juntamente com o Apple e o Meteosat 2.

## Características
O CAT-3 foi uma cápsula de tecnologia posta em órbita durante o lançamento do terceiro foguete Ariane 1. Ele foi colocado em uma órbita inicial de 200,8 km de perigeu, 36.173 km de apogeu, uma inclinação orbital de 10,6 graus e um período de 638,6 minutos. A cápsula funcionava com baterias e foi planejada para durar 6 órbitas. Sua função era recolher informações sobre o foguete durante o lançamento e colocação em órbita e retransmitir para a terra para obter dados com os quais validar o foguete. Emitia uma frequência entre 136 e 138 MHz.